# Hirai Kawato
Hirai Kawato (川人 拓来 Kawato Hirai, nacido el 13 de marzo de 1997) es un luchador profesional japonés, quien trabaja actualmente en la New Japan Pro-Wrestling (NJPW) bajo el nombre de Master Wato. Anteriormente estuvo en una excursión de aprendizaje internacional, trabajando para el socio mexicano de NJPW, Consejo Mundial de Lucha Libre (CMLL) bajo el nombre de Kawato-San/Kawato San.
Entre sus logros ha sido una vez Campeón Mundial de Peso Ligero del CMLL y una vez IWGP Junior Heavyweight Tag Team Champion.

## Carrera

### New Japan Pro-Wrestling (2016-2018)
Kawato comenzó a luchar en la New Japan Pro-Wrestling en 2016 y ha estado con la compañía desde entonces. Comenzó entrenando como un "Young lion" en el dojo de NJPW, convirtiéndose en parte de su división de peso pesado junior. Kawato ha competido en más de 60 luchas de NJPW y compite contra otros pesos pesados juveniles como David Finlay y Gedo.
El 3 de enero de 2016, Kawato hizo su primer combate contra Yohei Komatsu siendo derrotado. A lo largo de 2016, Kawato pasó la mayor parte del año trabajando en varias luchas de apertura y cartelera, y luchó principalmente contra su compatriota Young Lion Teruaki Kanemitsu.
El 9 de febrero de 2017, Kawato se unió a Jushin Thunder Liger y Yuji Nagata para derrotar al equipo de Henare, Tomoyuki Oka y Yoshitatsu. El 22 de abril, Kawato obtuvo su primera victoria individual cuando derrotó a Shota Umino. El 20 de junio, Kawato estuvo involucrado en su primer gran combate cuando se unió a Hiroshi Tanahashi contra Tetsuya Naito y Hiromu Takahashi. En octubre, Kawato se unió a Kushida para participar en el Super Junior Tag Tournament 2017 en el que fueron derrotados en la primera ronda por Roppongi 3K. El 5 de noviembre de 2017, Hirai Kawato junto con Juice Robinson, Jushin Thunder Liger, Kushida y Tiger Mask IV derrotaron a Suzuki-gun en Power Struggle. Del 12 de octubre al 21 de diciembre, Kawato participó en la Young Lion Cup 2017, donde terminó segundo con un récord de cuatro victorias y una derrota.

### Consejo Mundial de Lucha Libre (2018-2020)
El 9 de enero de 2018, la empresa mexicana Consejo Mundial de Lucha Libre anunció en Twitter que Kawato comenzaría su excursión con ellos a fines de mes y competiría activamente en la empresa después de participar en los eventos FantasticaManía de NJPW.

### Regreso a la NJPW (2020-presente)
El 3 de julio de 2020, Kawato regresó a NJPW después de una excursión de 2 años bajo el nombre de Master Wato. Cuando salía, fue atacado por el miembro de Suzuki-Gun, DOUKI. Más tarde se anunció que en las finales de la New Japan Cup en Osaka-Jo Hall, Wato se enfrentaría a DOUKI en su combate individual.

## En lucha
- Movimientos finales
  - RPP (Corkscrew Senton Bomb)
- Movimientos de firma
  - Tornillo (Corkscrew Pescado)
  - Springboard Uppercut
  - Múltiples variaciones de patadas:
    - Jumping corkscrew roundhouse kick
    - Shoot Kick
    - Roundhouse Kick

## Campeonatos y logros
- Consejo Mundial de Lucha Libre
  - Campeonato Mundial de Peso Ligero del CMLL (1 vez)
- New Japan Pro-Wrestling
  - IWGP Junior Heavyweight Tag Team Championship (1 vez) - con Ryusuke Taguchi
  - Best of the Super Juniors (2023)

- Pro Wrestling Illustrated
  - Situado en el N°478 en los PWI 500 de 2017[5]
- Wrestling Observer Newsletter
  - Lucha 5 estrellas (2023) vs Titán en Best Of The Super Junior XXX: Day 12 el 28 de mayo

### Lucha de Apuestas
| Ganador                    | Perdedor               | Lugar            | Evento     | Fecha              | Notas |
| -------------------------- | ---------------------- | ---------------- | ---------- | ------------------ | ----- |
| Dulce Gardenia (cabellera) | Kawato San (cabellera) | Ciudad de México | Sin Piedad | 1 de enero de 2020 | [ 6 ] |